# Episodi di 30 Coins - Trenta denari
La prima stagione della serie televisiva drammatica spagnola 30 Coins - Trenta denari (30 monedas), composta da 8 episodi, è stata distribuita in prima visione in Spagna sul servizio di streaming HBO España dal 29 novembre 2020 al 17 gennaio 2021.
In Italia la stagione è stata distribuita in anteprima su Discovery+ dal 22 giugno al 13 luglio 2023, con cadenza di due episodi a settimana, per poi andare in onda in chiaro su Warner TV dal 29 giugno al 20 luglio 2023.
| nº | Titolo originale   | Titolo italiano     | Pubblicazione Spagna | Pubblicazione Italia | Prima TV Italia |
| -- | ------------------ | ------------------- | -------------------- | -------------------- | --------------- |
| 1  | Telarañas          | Ragnatele           | 29 novembre 2020     | 22 giugno 2023       | 29 giugno 2023  |
| 2  | Ouija              | Ouija               | 6 dicembre 2020      | 22 giugno 2023       | 29 giugno 2023  |
| 3  | El Espejo          | Lo specchio         | 13 dicembre 2020     | 29 giugno 2023       | 6 luglio 2023   |
| 4  | Recuerdos          | Ricordi             | 20 dicembre 2020     | 29 giugno 2023       | 6 luglio 2023   |
| 5  | El doble           | Il doppio           | 27 dicembre 2020     | 6 luglio 2023        | 13 luglio 2023  |
| 6  | Guerra Santa       | Guerra Santa        | 3 gennaio 2021       | 6 luglio 2023        | 13 luglio 2023  |
| 7  | La caja de cristal | La scatola di vetro | 10 gennaio 2021      | 13 luglio 2023       | 20 luglio 2023  |
| 8  | Sacrificio         | Sacrificio          | 17 gennaio 2021      | 13 luglio 2023       | 20 luglio 2023  |

## Ragnatele
- Titolo originale: Telarañas
- Diretto da: Álex de la Iglesia
- Scritto da: Álex de la Iglesia & Jorge Guerricaechevarría

### Trama
L'esorcista padre Vergara, ex pugile ed ex carcerato, vive in una città perduta nel mezzo del nulla per dimenticare il suo passato e iniziare una nuova vita. Insieme al sindaco Paco e alla veterinaria Elena, padre Vergara prova a risolvere il mistero legato a un bambino apparentemente nato da una mucca.

## Ouija
- Titolo originale: Ouija
- Diretto da: Álex de la Iglesia
- Scritto da: Álex de la Iglesia & Jorge Guerricaechevarría

### Trama
In un cimitero, alcuni giovani giocano con una tavola ouija e uno di loro scompare.

## Lo specchio
- Titolo originale: Ouija
- Diretto da: Álex de la Iglesia
- Scritto da: Álex de la Iglesia & Jorge Guerricaechevarría

### Trama
In uno specchio si riflettono cose che non esistono: un libro che parla dei Cainiti e i seguaci di Satana che cercano le 30 monete di Giuda. Lo specchio contiene una chiave, quindi Vergara deve affrontare il suo riflesso e i suoi peggiori incubi.

## Ricordi
- Titolo originale: Recuerdos
- Diretto da: Álex de la Iglesia
- Scritto da: Álex de la Iglesia & Jorge Guerricaechevarría

### Trama
Vergara va a Roma per prendere per le corna il conflitto. Tuttavia, i ricordi del suo passato riveleranno che la minaccia che incombe sui protagonisti viene da lontano.

## Il doppio
- Titolo originale: El doble
- Diretto da: Álex de la Iglesia
- Scritto da: Álex de la Iglesia & Jorge Guerricaechevarría

### Trama
Elena vede la sua realtà sconvolta quando torna qualcuno molto importante per lei. Da parte sua, Vergara rimane estraniato da Pedraza, conducendo la guerra da solo.

## Guerra Santa
- Titolo originale: Guerra Santa
- Diretto da: Álex de la Iglesia
- Scritto da: Álex de la Iglesia & Jorge Guerricaechevarría

### Trama
Sia Elena che Vergara intraprendono viaggi che li allontanano da Pedraza: lei va a Parigi per dimenticare quanto accaduto in paese e lui fugge il più lontano possibile da Roma e dalle seduzioni di Santoro.

## La scatola di vetro
- Titolo originale: La caja de cristal
- Diretto da: Álex de la Iglesia
- Scritto da: Álex de la Iglesia & Jorge Guerricaechevarría

### Trama
Gli abitanti di Pedraza incontrano una nebbia che viene dalla mano del parroco venuto a sostituire Vergara.

## Sacrificio
- Titolo originale: Sacrificio
- Diretto da: Álex de la Iglesia
- Scritto da: Álex de la Iglesia & Jorge Guerricaechevarría

### Trama
Gli sforzi di Elena, Vergara e Paco culminano in una battaglia finale in cui è in gioco il prevalere del bene sulle forze del male che hanno invaso Pedraza.